# 田代安定
田代 安定（たしろ あんてい / やすさだ、1857年9月21日（安政4年8月21日） - 1928年（昭和3年）3月15日）は、日本の植物学者、民族学者、冒険家。正五位勲四等。
当時ほとんど情報がなかった八重山諸島などの南西諸島で動植物の調査や旧慣調査を行い、植物学や民俗学の発展に貢献したが、その業績についてはほとんど顧みられておらず、「忘却され無視されている」、「忘れられた日本人」 などとされている。
沖縄の結縄文字である藁算についての研究を初めて行なったことや、宮古島の調査中にミヤコショウビンを捕獲し、その個体が現存する唯一の標本となっていることなどでも知られている。

## 経歴
薩摩国鹿児島城下加治屋町（現:鹿児島県鹿児島市加治屋町）に生まれる。1869年（明治2年）にフランス語学者の柴田圭三の門下生となり、フランス語などを学んだ。その3年後の1872年（明治5年）に造士館に入学、後に助教も務めた。
1874年（明治7年）に上京、田中芳男に植物学を学んだ。その翌年には、内務省の博物局に赴任、日本初の動植物目録の作成に取り組んだ。特に南西諸島の調査に力を入れ、沖縄や種子島、八重山諸島などに出向いて調査を行った。明治12年から鹿児島に赴任していた県庁の勧業課長で鉱物学者・白野夏雲と親しくなる。
1884年（明治17年）、ロシア帝国のサンクトペテルブルクで開かれた園芸博覧会の事務官として派遣された。博覧会が終わったあとも田代はしばらくロシアに残り、マキシモヴィッチなどの植物学者と知り合った。マキシモヴィッチは田代をロシアの科学アカデミーの会員に推薦するなど、田代を高く評価した。
帰国する前に、田代はフランスが宮古諸島の領有権を主張しようとしていることを新聞で知り、帰国後すぐに建議書を出した。その建議が一応認められたため、田代は1885年（明治18年）から開拓準備や旧慣調査のために八重山諸島の調査を行い、宮古島などの八重山諸島の慣習、風土病、動植物の知見を広く収集した。そして膨大な調査資料を元に「八重山群島急務意見書」などの意見書を政府に提出して、同諸島を開発して領有権を世界に宣言するよう訴えたが、政府はその訴えを聞き入れなかった。なおその際に収集された八重山諸島に関する旧慣調査の資料は、長らく行方不明となっていたが、2004年に台湾大学で発見されたことが報じられた。田代はこれらの資料を元に「八重山群島急務意見書」などを政府に提出したと考えられている。
八重山諸島の開発提案が受け入れられなかったため、田代は当時就いていた農商務省を1886年（明治19年）に辞職した。しかし同年、東京帝国大学（現在の東京大学）によって八重山の植物、旧慣の調査を嘱託され、再び南西諸島などの調査に出向いた。1892年（明治25年）に東京地学協会の報告主任兼事務を嘱託される。
1895年（明治28年）に台湾総督府民政局への赴任を命じられた。1914年（大正3年）に一時鹿児島高等農林学校の嘱託教員となったが、翌1915年（大正4年）には再び台湾総督府に嘱託され、1924年（大正13年）に嘱託を解かれるまで総督府に勤めた。
1928年（昭和3年）に死去。没後、長谷部言人の手によって『沖縄結縄考』が刊行された。
サトイモ科のタシロテンナンショウ（別名ツクシヒトツバテンナンショウ）「Arisaema tashiroi」およびツツジ科のサクラツツジ「Rhododendron tashiroi」の学名は田代への献名。

## 著書
- 『薩南諸島の風俗余事に就て』（1890年、白塔社）
- 『台湾街庄植樹要鑑』（1900年、台湾総督府民政部）
- 『日本苧麻興業意見』（1917年、国光印刷）
- 『沖縄結縄考』（1945年、養徳社） - 校訂：長谷部言人

## 論文、報告など
- 「八重山群島急務意見書」（1886年） - 『傳承文化』第7号（1971年）に収録。
- 「沖縄懸下宮古島及沖縄島對譯方言集」（1888年、東京人類学会雑誌）
- 「鹿兒島縣中之島ノ植物」（1890年、植物学雑誌）
- 「太平洋諸島經歴報告」（全4回、1890年、植物学雑誌）
- 「太平洋諸島經歴報告」（全4回、1890年、東京人類学会雑誌）
- 「薩南諸島ノ風俗餘事ニ就テ」（1890-91年、東京人類学会雑誌）
- 「サモア群島土人ノ風俗」（1892年、東京人類学会雑誌）
- 「太平洋諸島土人器標品解説」（1892年、東京人類学会雑誌）
- 「沖縄縣記標文字説」（1893年、東京人類学会雑誌）
- 「八重山列島各屬島ノ植物」（全4回、1893-94年、植物学雑誌）
- 「南部臺灣の諸蕃族」（1898年、東京人類学会雑誌）